# Cerkev sv. Jakoba, Dobrovnik
Cerkev sv. Jakoba je v kraju Dobrovnik in Občini Dobrovnik. Spada v župnijo Dobrovnik. 

## Župnija v 14. stoletju
Cerkev apostola sv. Jakoba se prvič omenja leta 1334. V srednjem veku so v župnijo spadale vasi: Dobrovnik, Genterovci, Kamovci, Radmožanci in Žitkovci ter pet vasi, ki so zdaj v republiki Madžarski. V cerkev v Dobrovnik pa hodijo tudi verniki iz Strehovec, ki sicer spadajo v bogojinsko župnijo, ker jim je sem bliže. Slovenski jezik je uveden v bogoslužje v dobrovniški cerkvi leta 1839, ko se je ( za določeno obdobje ) tej župniji priključilo Kobilje. Ko pa se je začela madžarizacija, je morala slovenščina iz cerkve. Šematizma ( letopisa ) iz let 1889 in 1914 namreč poročata, da je cerkveni jezik samo madžarski.

## Nekdanja cerkev
Prvotna cerkev v Dobrovniku je morala biti zelo stara. V 17. stoletju so v njej še sledovi gotske dobe. Prvotni stolp - zvonik je bil ločen od cerkve. Takšno stanje lahko priča tudi o romanski dobi. Leta 1649. je cerkev sv. Jakoba  zidana in v dobrem stanju. Svetišče je obokano, prav tako zakristija. V ladji je raven ( lesen ) in poslikan strop. 1669. leta pa je cerkev opisana v precej slabem stanju, kar se je popravilo leta 1688, ko je zapisano, da je cerkev prostorna in solidno zidana, lepo pobeljena, svetišče je obokano, tlak pa opečni. V svetišču sta dve podolgovati okni in tri okna na južni strani. V ladji ob severni steni je stala lesena prižnica, na južni strani cerkve pa je lesen stolpič z majhnim zvoncem. Župnišče je leseno in prekrito s trstjem.  

## Nova cerkev
Vizitacijski zapisnik iz leta 1811 poroča, da je bila cerkev v Dobrovniku v letih 1794 - 1796 na novo sezidana s pomočjo župnije in cerkvenega patrona velikaša Eszterhazyja. Od leta 1914 (pred izbruhom I. svetovne vojne) so notranjost cerkve krasile freske lendavskega slikarja Lajčija Pandurja (Pandúr Lajcsi). 1978. leta so obnovili notranjost cerkve sv. Jakoba. Po idejni zasnovi arhitekta Petra Požanka iz Maribora je akademski slikar Jože Zel naredil svetopisemsko fresko v prezbiteriju. Ostale stene in strop so prebelili in tako tudi zakrili Pandurjeve freske, ki jih kasneje žal ni bilo mogoče obnoviti. Postavili so nov daritveni oltar, obrnjem proti vernikom, na katerem je izrezljan detajl z zadnje Jezusove večerje. Tla bogoslužnega prostora so obložili z marmornatimi ploščami. Leta 1979 so namestili dva nova zvonova, ki so ju leta 1985 elektrificirali. 1991. leta pa so odstranili ves zunanji omet cerkve in naredili novega, ki so ga pozneje pleskarji še prebarvali. Okrog cerkve so 1992. leta uredili okolico.

## Arhitektura
Cerkev, sestavljajo baročna ladja s prezbiterijem iz 1797 in neoromanski stolp. Omenjajo jo že leta 1354. Ladjo pokriva dvokapnica. Okoli cerkve je pokopališče s kapelo.
Cerkev stoji ob križišču sredi vasi, ob cesti Moravske Toplice - Lendava. 